# 219

219(이백십구)는 218보다 크고 220보다 작은 자연수다.

## 수학
- 합성수로, 그 약수는 1, 3, 73, 219다. 진약수의 합은 77이므로, 219는 부족수다.
  - 74번째 반소수다. 앞의 반소수는 218, 다음 반소수는 221이다.
- {\displaystyle 219=1^{2}+7^{2}+13^{2}}
  - 공차가 6인 세 자연수의 제곱합으로 나타낼 수 있는 가장 작은 수다. 이 성질을 지닌 다음 수는 264다.
- {\displaystyle 74^{2}-1}은 219로 나누어떨어진다.

## 과학
- NGC 219: 고래자리 방향에 있는 타원은하.

## 교통

### 철도
- 서울 지하철 2호선 삼성역의 역번호.
- 부산 도시철도 2호선 서면역의 역번호.
- 대구 도시철도 2호선 강창역의 역번호.

### 도로
- 일본 219번 국도(일본어판): 구마모토현 구마모토시 주오구에서 미야자키현 미야자키시까지 이어지는 일본의 국도.
- 현도 제219호선

## 군사
- U-219(영어판): 제2차 세계 대전에 사용된 나치 독일의 군용 잠수함. 일본 제국군에서 사용되기도 했다.

## 문화유산
- 대한민국의 국보 제219호: 백자 청화매죽문 항아리
- 대한민국의 보물 제219호: 논산 개태사지 석조여래삼존입상
- 대한민국의 사적 제219호: 경주 배동 삼릉

## 방송
- B tv 케이블의 다문화TV 채널 번호.
- KT HCN의 슬로우TV 채널 번호.

## 기타
- 날짜: 2월 19일
- 연도: 219년, 기원전 219년